# Bienaszówka
Bienaszówka (nazwa oboczna: Bieniaszówka) – przysiółek wsi Łukawica w Polsce położony w województwie podkarpackim, w powiecie lubaczowskim, w gminie Narol.
W latach 1975–1998 przysiółek administracyjnie należał do województwa przemyskiego.
Wierni Kościoła rzymskokatolickiego należą do parafii Matki Bożej Śnieżnej w Łukawicy.